# Вестпорт (Північна Кароліна)
Вестпорт (англ. Westport) — переписна місцевість (CDP) в США, в окрузі Лінкольн штату Північна Кароліна. Населення — 5705 осіб (2020).

## Географія
Вестпорт розташований за координатами 35°30′5″ пн. ш. 80°58′39″ зх. д. / 35.50139° пн. ш. 80.97750° зх. д. (35.501526, -80.977621).  За даними Бюро перепису населення США в 2010 році переписна місцевість мала площу 14,57 км², з яких 9,51 км² — суходіл та 5,07 км² — водойми.

## Демографія
Згідно з переписом 2010 року, у переписній місцевості мешкало 4026 осіб у 1506 домогосподарствах у складі 1268 родин. Густота населення становила 276 осіб/км².  Було 1671 помешкання (115/км²).
Расовий склад населення:
| - 95,1 % — білих - 2,7 % — чорних або афроамериканців - 0,8 % — азіатів - 0,1 % — корінних американців |

До двох чи більше рас належало 0,8 %. Частка іспаномовних становила 1,7 % від усіх жителів.
За віковим діапазоном населення розподілялося таким чином: 25,4 % — особи молодші 18 років, 62,3 % — особи у віці 18—64 років, 12,3 % — особи у віці 65 років та старші. Медіана віку мешканця становила 42,9 року. На 100 осіб жіночої статі у переписній місцевості припадало 100,8 чоловіків;  на 100 жінок у віці від 18 років та старших — 96,9 чоловіків також старших 18 років.
Середній дохід на одне домашнє господарство  становив 137 717 доларів США (медіана — 99 444), а середній дохід на одну сім'ю — 151 607 доларів (медіана — 104 048). Медіана доходів становила 90 288 доларів для чоловіків та 71 765 доларів для жінок. За межею бідності перебувало 4,3 % осіб, у тому числі 5,4 % дітей у віці до 18 років та 4,5 % осіб у віці 65 років та старших.
Цивільне працевлаштоване населення становило 1809 осіб. Основні галузі зайнятості: науковці, спеціалісти, менеджери — 17,1 %, освіта, охорона здоров'я та соціальна допомога — 15,6 %, виробництво — 12,1 %, фінанси, страхування та нерухомість — 12,0 %.